# Josefa Úriz Pi
Josefa Úriz Pi (Badostain, Eguesibar, 15 de març de 1883 – Berlín Oriental, 2 d'agost de 1958) fou una mestra, pedagoga i activista política navarresa de naixement i lleidatana d'adopció. Era germana d'Elisa Úriz Pi, ambdues considerades precursores de l'Escola Moderna a Espanya.

## Primers anys i formació
Era filla del capità d'infanteria Benito Úriz Erro i de Filomena Pi Céspedes, d'origen català. De 1909 a 1912 estudià a la secció de Ciències de l'Escola de Magisteri a Madrid –on va ser la primera de la seva promoció–, animada pel seu propi pare, que mantenia unes idees liberals respecte a l'educació de les seves filles, contràries a les que eren usuals de l'època i properes a la Institución Libre de Enseñanza; el 1914 va treballar com a professora de ciències i de pedagogia a l'Escola de Mestres de Girona, de la qual fou directora temporalment el 1919. Fou becada per la Junta d'Ampliació d'Estudis a Brussel·les, on contactà amb Ovide Decroly i els corrents de renovació pedagògica europeus que després posaria en pràctica. A causa de la seva implicació sindical el 21 de maig de 1921 fou traslladada i va obtenir la plaça de professora de Pedagogia a l'Escola Normal de noies de Lleida.
Aviat va xocar amb els mètodes tradicionals de l'aleshores directora, Lilian Heras, al cap de poc de ser nomenada va fer manifestacions crítiques amb la religió a l'aula i proposà a les noies de quart curs la lectura de llibres de Margarita Nelken, Ramon Turró i Darder i de Pedro Dorado Montero. Això provocà la denúncia del bisbe de Lleida, Josep Miralles i Sbert, davant del rector de la Universitat i la incoació d'un expedient disciplinari. Va tenir molt ressò a la premsa local gràcies a la defensa d'El Ideal (òrgan de la Joventut Republicana de Lleida). Diversos intel·lectuals com Ramón Menéndez Pidal, Santiago Ramón y Cajal, Gabriel Alomar i Villalonga i Julián Besteiro van signar un manifest a favor seu i fins i tot el president de les Corts Espanyoles va paralitzar el procés, provocant la dimissió del ministre d'educació.
Tanmateix, l'arribada de la dictadura de Primo de Rivera va reobrir el procés i finalment el 1925 fou sancionada amb un any de bandejament a 100 kilòmetres de la ciutat sense feina i sou. El 6 de març de 1926, un cop complida la sanció, es va reincorporar a l'Escola.

## Pedagogia i activisme polític
Després de la Proclamació de la Segona República Espanyola les Escoles Normals de dones i homes foren unificades en una de sola, i el maig de 1931 Josefa fou nomenada directora de l'Escola unificada. Decidida a modernitzar el centre, hi va introduir els mètodes pedagògics de Maria Montessori, Célestin Freinet, Ovide Decroly i Jean Piaget. Va crear la primera càtedra d'estudi del català, va obrir una residència laica perquè les joves no s'haguessin d'allotjar en convents i va modernitzar la biblioteca de l'escola, amb una sala de lectura i gestió de préstec de llibres.
Compromesa políticament amb el sectors obrers de Lleida, va col·laborar amb la CNT i amb el Bloc Obrer i Camperol, amb l'Associació Ilerda o l'Ateneu Popular Lleidatà. També fou una de les fundadores del Grup Batec (1930-1936), destinat a aplicar el Mètode Freinet, i edità, sota la seva direcció, la revista Escola des de 1932. El 1932 fou nomenada secretària general de la FETE-UGT a Lleida; el gener de 1934 fou destituïda del càrrec de directora de l'Escola Normal i substituïda per Felip Solé i Olivé, cosa que provocà una vaga d'alumnes de 48 hores dirigida per Dolors Piera i Llobera i Josefa Reimundi. El 27 de maig de 1934 fou nomenada vicepresidenta de la FETE-UGT de Barcelona i, juntament amb la seva germana Elisa, va impulsar la Unió de Dones Antifeixistes.
Entretant, participà en les Missions pedagògiques que es van organitzar a la província de Lleida entre 1932 i 1934. La primera va ser a la Vall d'Aran, llavors pràcticament incomunicada. L'abril del 1934 es van recórrer les serres entre el Segre i la Noguera: Foradada, Artesa, Alentorn, Vilanova de Meià i Santa Maria de Meià. Al maig, Cervià de les Garrigues, i ja a l'estiu, a la serra del Cadí, Josa, Tuixent, Gòsol, La Vansa, Fórnols i Adraén.
El 1934 es va fundar la Cooperativa Espanyola de la Tècnica Freinet, que es va expandir per Catalunya i altres zones d'Espanya, arribant fins i tot al sud de França. El moviment Batec va impulsar el contacte directe dels professors amb els habitants del poble; juntament amb la seva germana, va crear la primera associació de pares: s'oposaven a l'aprenentatge memorístic, impulsaven el treball cooperatiu, les activitats extraescolars i l'ús d'altres materials diferents dels llibres de text. Durant la Guerra Civil va continuar involucrada en el seu treball educatiu i assistencial. Va començar un programa d'ajut infantil a la rereguarda, i va arribar a donar 100.000 menús infantils al dia.
Poc abans de començar la guerra civil espanyola militava al Partit Comunista de Catalunya, i juntament amb Elisa Úriz ingressà al PSUC. Quan esclatà la guerra fou nomenada altre cop directora de l'Escola Normal, però al cap de poc temps fou enviada en comissió de serveis a Barcelona, on l'agost de 1936 va ser nomenada secretària general del sindicat FETE-UGT. Des del 27 de març de 1937 fou presidenta de la ponència d'ensenyament artístic al primer Consell de l'Escola Nova Unificada (CENU), en el qual va ser representant del seu sindicat i una de les principals teòriques del socialisme en l'ensenyament. El gener de 1938 va presidir el primer Congrés de FETE a Barcelona, i el 9 de setembre del mateix any fou nomenada Directora General d'Evacuació i Refugiats del govern de la República, càrrec des del qual va treballar en la protecció i l'evacuació de nens i nenes afectats per la guerra.

## Exili
Pel febrer de 1939 es va exiliar a França amb la seva germana. Durant l'ocupació francesa pels nazis totes dues van col·laborar en la Resistència francesa dins del grup de Josep Miret i Musté i el seu germà Conrad fins que aquest fou detingut el 1942. Després es va integrar a la Unión Nacional Española dirigida pel militant comunista Jesús Monzón Repáraz. Durant la guerra va treballar a favor dels mestres internats en camps de concentració.
En acabar la Segona Guerra Mundial les autoritats espanyoles li van incoar un expedient del Tribunal de Responsabilitats Polítiques. A causa de la seva militància comunista l'abril de 1951 fou expulsada de França amb la seva germana. Van creuar el Teló d'Acer i es va establir a Berlín oriental, on va treballar a favor dels exiliats espanyols fins a la seva mort el 1958. Des de 2014 l'escola pública de Sarriguren (Eguesibar) porta el seu nom.
Van començar uns anys d'intensa activitat diplomàtica, un dels principals èxits va ser la proposta per la instauració del Dia Internacional del Nen, proclamat el 1954, acabant així una trajectòria que sempre havia tingut com a objectiu la protecció i preparació intel·lectual dels nens i les nenes. I si la defensa dels drets dels nens i les nenes va ser un dels seus grans objectius, la defensa dels drets de la dona va ser constant en la seva vida. El 1934, les germanes Úriz van impulsar l'Associació de Dones Antifeixistes Espanyoles, que el 1946 es van organitzar en la Unió de Dones Espanyoles amb seu a París, van arribar a comptar amb més de 7.000 afiliades, principalment en l'exili d'Europa i Amèrica.

## Homenatge
El juny de 2014, durant l'homenatge que es va fer a les germanes Úriz, familiars, amics i autoritats van fer una visita pels llocs on havien nascut i crescut. Des d'aquell any l'escola pública de Sarriguren (Eguesibar) i una plaça de la localitat porten el seu nom.